# Währinger Schubertpark

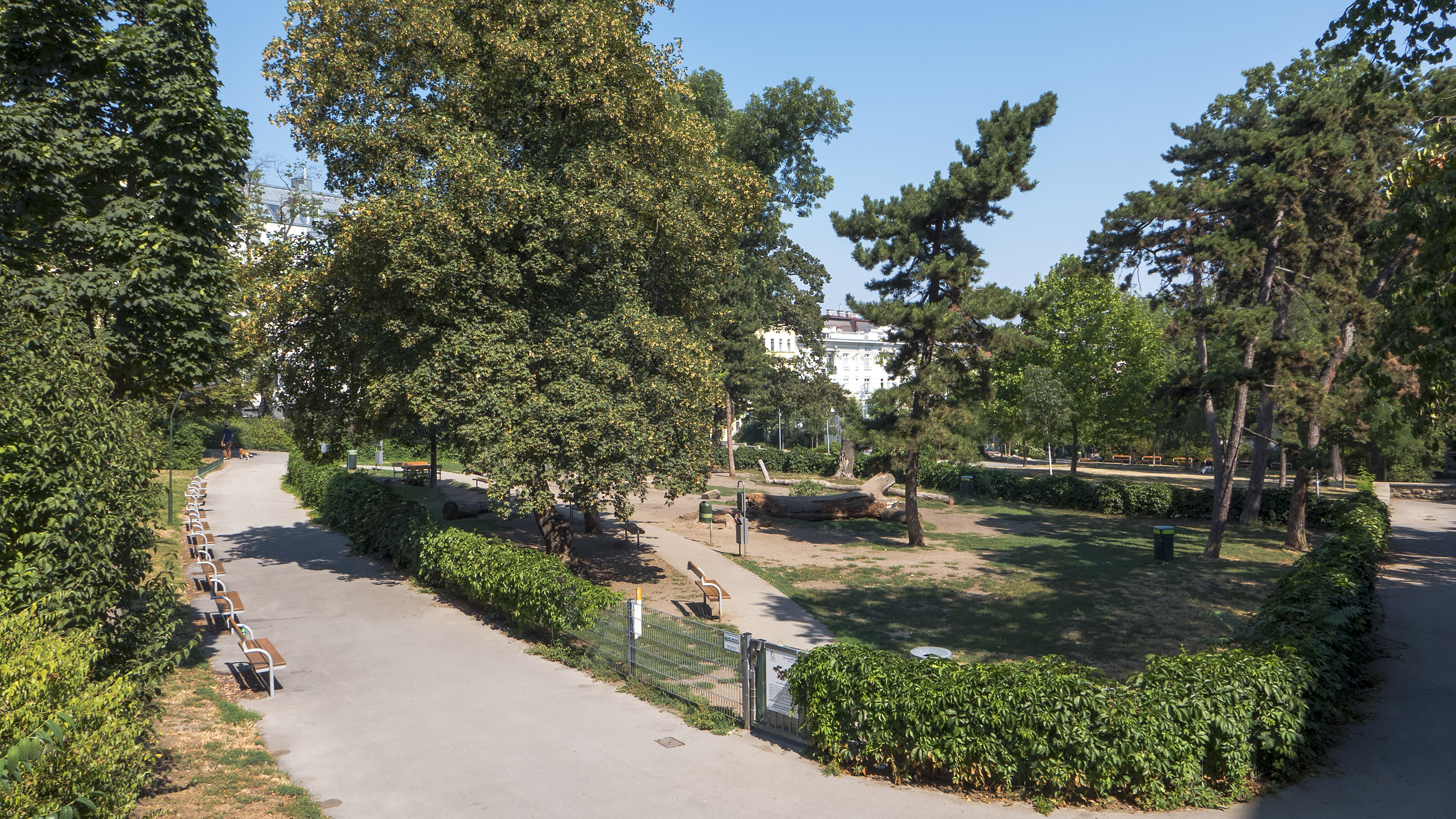
Währinger Schubertpark

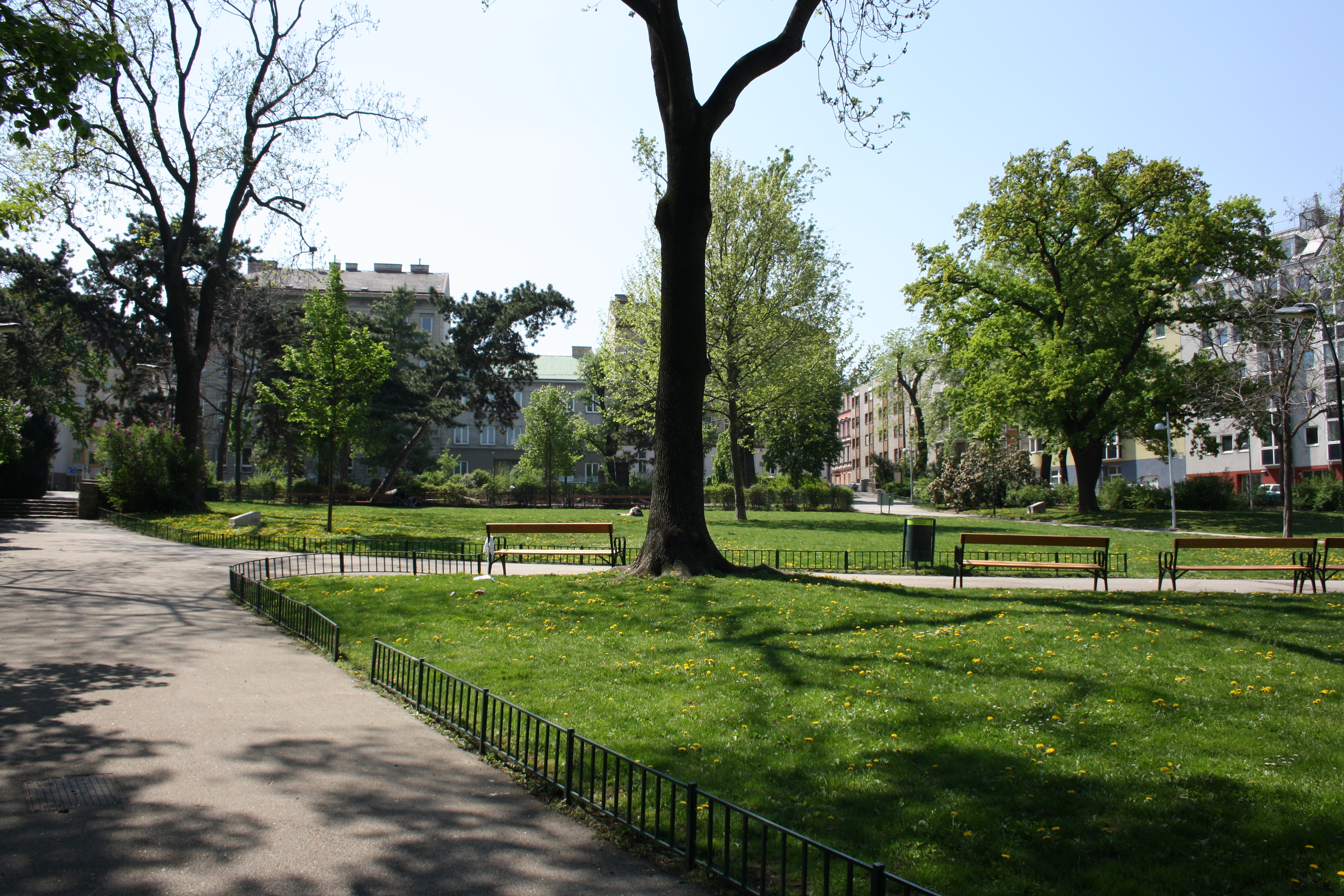
Wiese im Westteil des Parks

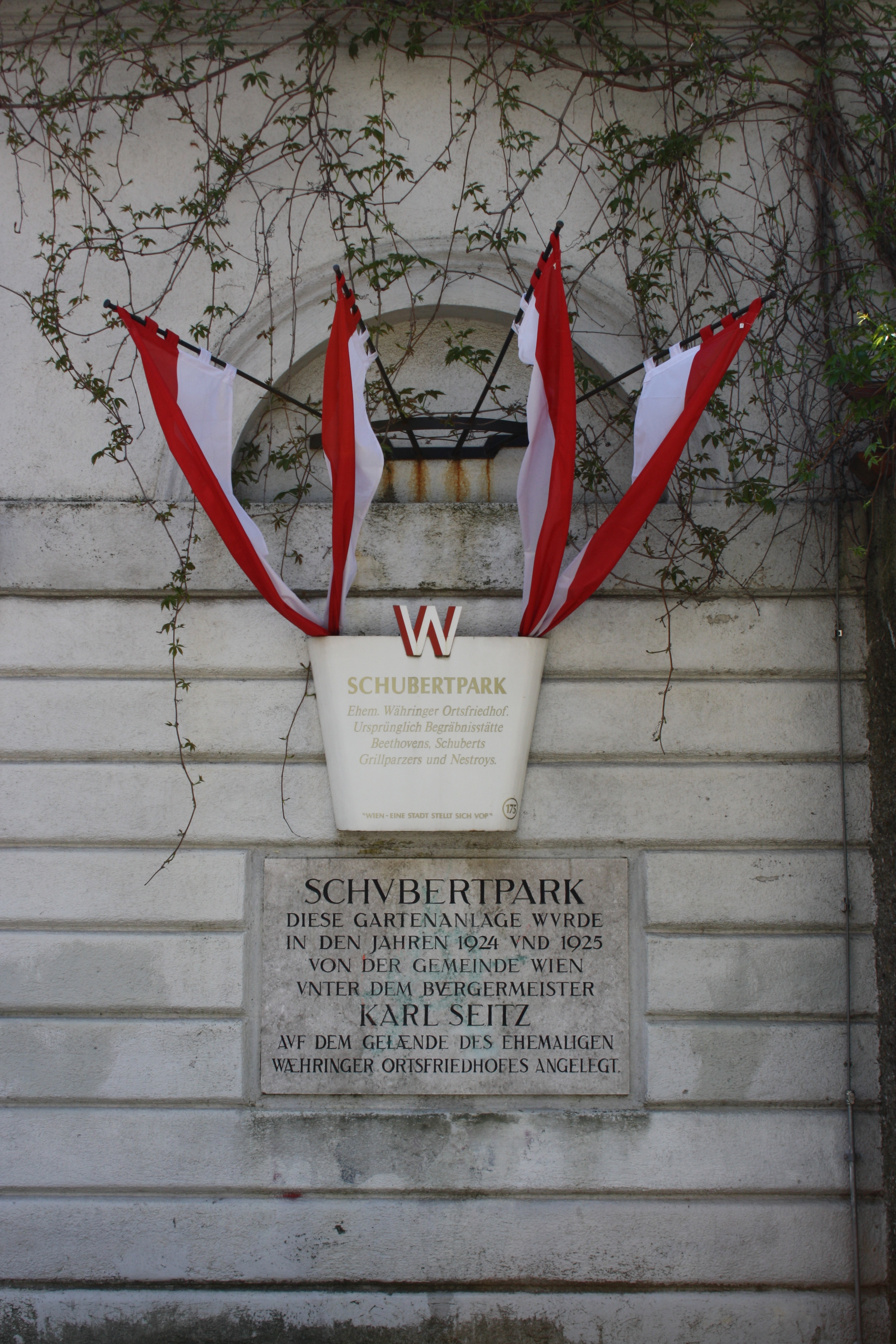
Informationstafeln beim Eingang

Der Schubertpark ist eine Parkanlage im 18. Wiener Gemeindebezirk, Währing, die 1925 auf dem Gelände des aufgelassenen Währinger Ortsfriedhofs eröffnet wurde. Ein Gräberhain zeigt Grabsteine einst hier bestatteter Prominenter.

## Lage
Der Schubertpark mit einer Fläche von rund 14.000 m² liegt an der Währinger Straße zwischen den Hausnummern 123 und 123A im Bezirksteil Währing des 18. Bezirks. Er wird (im Uhrzeigersinn) im Norden von der Währinger Straße, im Osten von der Weimarer Straße, im Süden von der Schulgasse und im Westen von der Teschnergasse begrenzt.

## Geschichte

### Währinger Ortsfriedhof
Ursprünglich wurden die Verstorbenen in Währing rund um die Pfarrkirche St. Gertrud auf dem Kirchhof bestattet. Auch die Toten der zur Pfarre gehörenden Dörfer Weinhaus, Gersthof und Pötzleinsdorf wurden hier beerdigt. Da der Neubau der Pfarrkirche 1753 zusätzliche Flächen beanspruchte und der Friedhof durch benachbarte Bauwerke und den Widerstand der Anrainer keine Ausdehnungsmöglichkeiten besaß, wurde die Errichtung eines neuen Friedhofes notwendig.
Auch der Bevölkerungszuwachs machte die Vergrößerung des Friedhofsareals unerlässlich. Als aus Platzmangel fünf Leichen in einem Grab bestattet werden mussten und die Enterdungsfristen so stark verkürzt wurden, dass der Verwesungsprozess nicht mehr abgeschlossen wurde, verfügte man die Schließung des Friedhofes auf dem Kirchhof.
Pfarrer Andreas Schwarzenbach musste nun ein Grundstück für die Errichtung eines neuen Friedhofes finden. Da viele Grundeigentümer die Entwertung der angrenzenden Parzellen befürchteten, konnte Schwarzenbach lange Zeit kein geeignetes Grundstück finden. Bereits abgeschlossene Verträge wurden oftmals aufgelöst, nachdem die Verkäufer über den Zweck des Ankaufes aufgeklärt worden waren. Pfarrer Schwarzenbach ließ deshalb von einem Mittelsmann um 50 Dukaten ein Grundstück auf dem Weg nach Hernals (heute Martinstraße) im Umfang von einem halben Joch erwerben. Als jedoch der Verkäufer, Dominik Rebell, erfuhr, dass auf seinem Acker ein Friedhof errichtet werden sollte, intervenierte er bei der Kreishauptmannschaft. Da Friedhöfe nicht allzu nahe an Wohngebieten liegen sollten, schlug die Kreishauptmannschaft einen Grundstückstausch vor. Rebell stimmte schließlich zu und trat dem Pfarrer ein etwa doppelt so großes Grundstück oberhalb des Halterhauses (es stand an der heutigen Adresse Währinger Straße 123) ab. Zudem verpflichtete sich Rebell, die Umplankung und die Errichtung eines Zufahrtsweges selbst zu tragen.

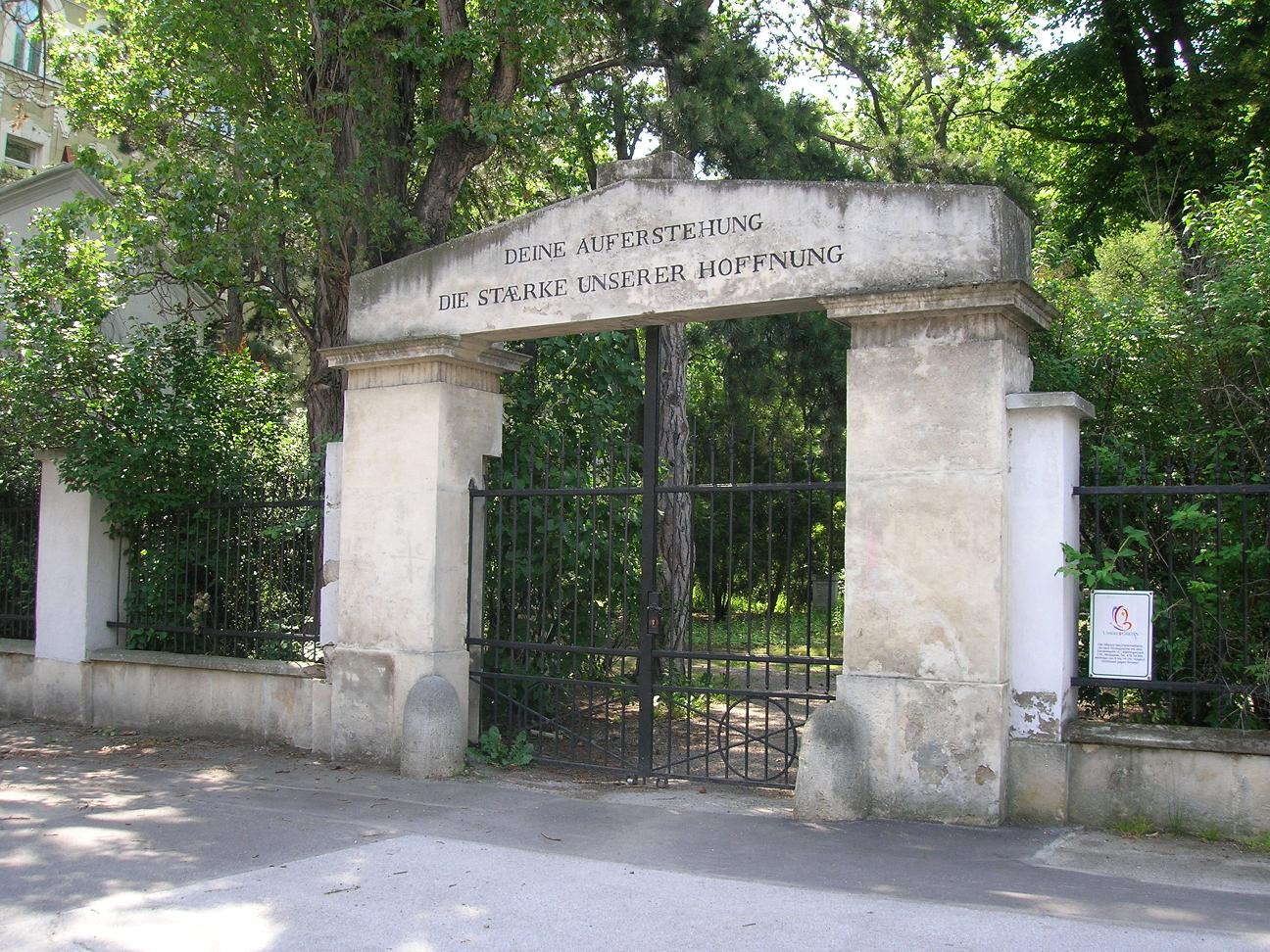
Portal des Währinger Ortsfriedhofs

Der neue Währinger Ortsfriedhof wurde von Schwarzenbach am 24. Februar 1769 geweiht. Der im Stil des Klassizismus errichtete und im Biedermeier ausgestaltete Friedhof diente vor allem den Toten der Orte Währing und Weinhaus als Begräbnisstätte. Bis zur Errichtung des Gersthofer Friedhofes und des Pötzleinsdorfer Friedhofes im Jahre 1785 wurden weiterhin auch die Toten dieser beiden Orte in Währing bestattet.
Bald wurde der Friedhof jedoch auch bei wohlhabenden Wiener Bürgern beliebt. Um eine zu rasche Auslastung des Friedhofes zu verhindern, wurden von der Pfarre Bedingungen für die Bestattung auswärtiger Bürger eingeführt. So musste für die Bestattung ein eigenes Grab erworben und in der Ortskirche ein Kondukt 1. oder 2. Klasse bezahlt werden.
Nach der 1784 erfolgten Auflassung des Nicolaifriedhofes in der damaligen Vorstadt Landstraße wurde eine spätbarocke Kreuzigungsgruppe (die ehemalige Grabstätte des k. k. Hofjuweliers Josef Friedrich Schwab) auf den Währinger Ortsfriedhof versetzt. Der alte Friedhof auf dem Kirchhof der Pfarrkirche verfiel hingegen mit der Zeit immer mehr. Nach der Abräumung der Grabkreuze verschwand der Friedhof 1796 endgültig. Heute erinnern an ihn nur noch einige in die Kirchenwand eingelassene Grabsteine sowie das hölzerne Kruzifix, das 1745 von Maria Sidonia Raison von Klöckenfeld für den Friedhof gespendet worden war.
Ende der 1820er Jahre erfolgte der Ausbau des Währinger Ortsfriedhofes. Hierzu führte Pfarrer Johann Hayek eine Sammlung durch. 1827 wurden aus den Spenden das Empireportal und das Totengräberhaus finanziert und von Baumeister Adolf Korompay errichtet. 1829 wurde die Friedhofskapelle erbaut, die Dechant Wendelin Simerdinger am 2. September 1829 weihte. 1832 ließ der Wachshändler Christoph Wishofer zusätzlich eine neue Auffahrtsrampe errichten. Die Inschrift des Portals, „Ort der Ruh“, wurde durch den Schriftzug „Deine Auferstehung die Staerke unserer Hoffnung“ ersetzt.
1837 machte sich der erste Platzmangel bemerkbar. Wishofer erwarb daher einen nördlich angrenzenden Acker und kaufte 1840 ein Grundstück an der Westmauer hinzu, das er der Pfarre schenkte. Der neue Friedhofsteil wurde am 3. Oktober 1841 geweiht. Die Hausbesitzerin Anna Gsenger stiftete anlässlich des Ablebens ihres Sohnes Matthias ein Friedhofskreuz für den neuen Friedhofsteil.
In einem Wanderführer aus dem Biedermeier, dem Werk „Wien’s Umgebungen auf zwanzig Stunden im Umkreise“ von Adolf Schmidl aus dem Jahre 1835, wird eine Kuriosität des Friedhofes beschrieben:
Eine besondere Erwähnung verdient die schöne Todtenkapelle mit zwei Altarblättern von Ampichl, welche 1828 der k.k Rath Joh. Peter erbauen ließ, und mit einem »Rettungswecker« versah, der als Muster für Anstalten, die Beerdigung von Scheintodten zu verhüthen, empfohlen werden muß. In der Kapelle ist eine Zeichnung davon zur allgemeinen Ansicht ausgestellt.
Da sich die Gemeinde Währing Mitte des 19. Jahrhunderts aber immer stärker vom Bauern- und Handwerkerdorf zur Kleinstadt entwickelte, war der Friedhof bald von Häusern umgeben. Gegen den Widerstand der Pfarre setzten die Behörden daher die Schließung der Anlage durch. Nach gut 100 Jahren und etwa 200 Beerdigungen pro Jahr wurde der Währinger Ortsfriedhof am 26. April 1873 geschlossen. Nur in Ausnahmefällen durften danach noch Tote in bestehenden Grüften beigesetzt werden. Nach der Schließung des Friedhofes verwilderte das Areal allmählich. Die Überreste der bedeutendsten Toten waren enterdigt und auf anderen Friedhöfen beigesetzt worden. Die übrigen Gräber wurden ihrer Metalle beraubt, Grüfte durchwühlt. Die Gemeinde Wien erwarb das Gelände 1912 schließlich mit dem Ziel, den Friedhof in einen Park umzuwandeln.

### Bekannte hier beerdigte Persönlichkeiten
Zu den berühmtesten Persönlichkeiten, die auf dem Währinger Ortsfriedhof bestattet wurden, zählen insbesondere Komponisten und Dichter. Die Grabmäler von Ludwig van Beethoven und Franz Schubert befinden sich noch heute an der Außenmauer des Gräberhains (siehe unten). Ganz in der Nähe fand 1844 auch Alma von Goethe, eine Enkelin des Dichters Johann Wolfgang von Goethe, ihre Ruhestätte. Ihre Gebeine wurden im Juni 1885 nach Weimar überführt. Auch Johann Nestroy und Franz Grillparzer wurden auf dem Währinger Ortsfriedhof zu Grabe getragen.
Franz Grillparzer war erst kurz vor der Schließung des Friedhofes am 25. Jänner 1872 in einer Gruft an der Südmauer bestattet worden. Bereits 1879 wurde sein Leichnam in die Gruft der Familie Fröhlich auf dem Hietzinger Friedhof überführt. Nestroy fand schließlich in einem Ehrengrab auf dem Wiener Zentralfriedhof seine letzte Ruhe. Weitere bekannte Persönlichkeiten, die auf dem Friedhof beerdigt wurden, waren die polnische Fürstin und bedeutende Kunstmäzenin Izabela Lubomirska, der Maler Johann Baptist Lampi, der Bildhauer Johann Martin Fischer, der Geiger Franz Clement, der Komponist Ignaz von Seyfried, die Sängerin Therese Rosenbaum (geborene Gassmann), der Hygieniker Johann Peter Frank und die Hofschauspielerin Antonie Adamberger. Auch für zahlreiche Adelsfamilien wurden Grabmäler errichtet, darunter Colloredo, Czartoryski, Gatterburg, Mailath, Hohenlohe, O’Donnell, Thun und Hohenstein und Wickenburg.

### Schubertpark

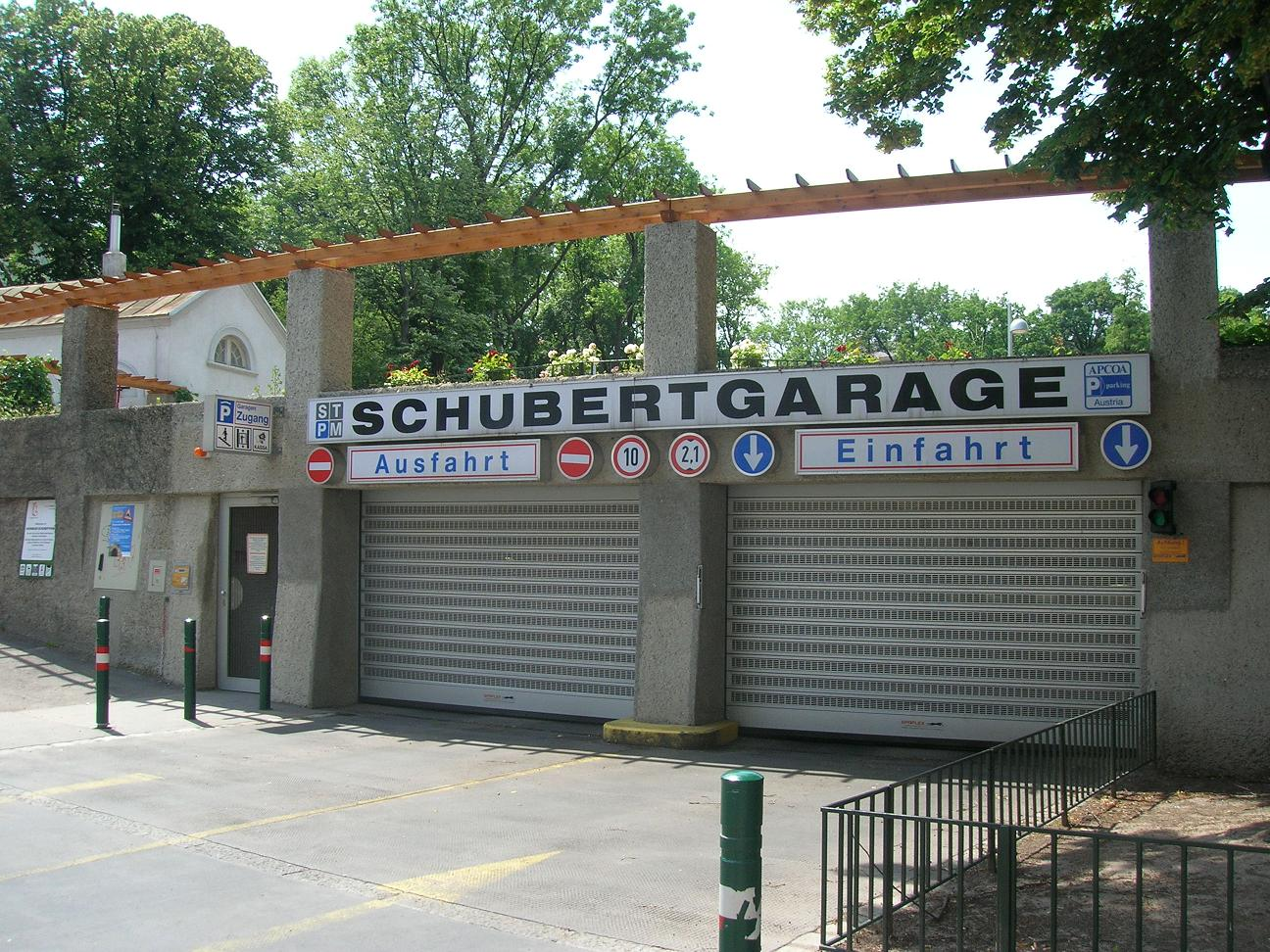
Garage unter dem Park

1924 bis 1925 wurde der Plan, den Friedhof in eine Parkanlage umzuwandeln, umgesetzt. Von den ursprünglichen Gräbern blieb nach der Umgestaltung durch Karl Dirnhuber lediglich ein von einer Mauer umschlossener Gräberhain mit rund vierzig historisch wertvollen Biedermeier-Grabmälern erhalten. Auch die ehemaligen Grabstellen Beethovens und Schuberts wurden konserviert.
Der Park wurde im geometrischen Stil angelegt und mit einem Pavillon und einer Milchtrinkhalle versehen. Als weitere Elemente wurden eine Pergola, ein Brunnen, Mauern, Stiegen und eine Rampe errichtet sowie Bänke und Kandelaber aufgestellt. Der Brunnen des Parks sowie die Milchtrinkhalle bestehen heute nicht mehr.
Anlässlich der Eröffnung des Parks wurde von Bürgermeister Karl Seitz eine Eiche gepflanzt, im Schubertjahr 1928 pflanzte der Währinger Männergesangsverein eine Schubert-Linde. Bei beiden Bäumen erinnern Gedenksteine an die Pflanzung.
2003 wurde unter dem Park eine Autogarage errichtet und der Park im Zuge der Baumaßnahmen umgestaltet, was anfangs auf heftige Proteste stieß. Auch ein neuer Spiel- und Sportbereich wurde eingerichtet. Am 22. Juli 2005 wurde der Park neu eröffnet.

## Gräberhain
Der Gräberhain umfasst rund vierzig bedeutende biedermeierliche und frühhistoristische Grabmäler des ehemaligen Währinger Ortsfriedhofes. Das Zentrum des Gräberhains wird von der Kreuzigungsgruppe gebildet.

### Kreuzigungsgruppe

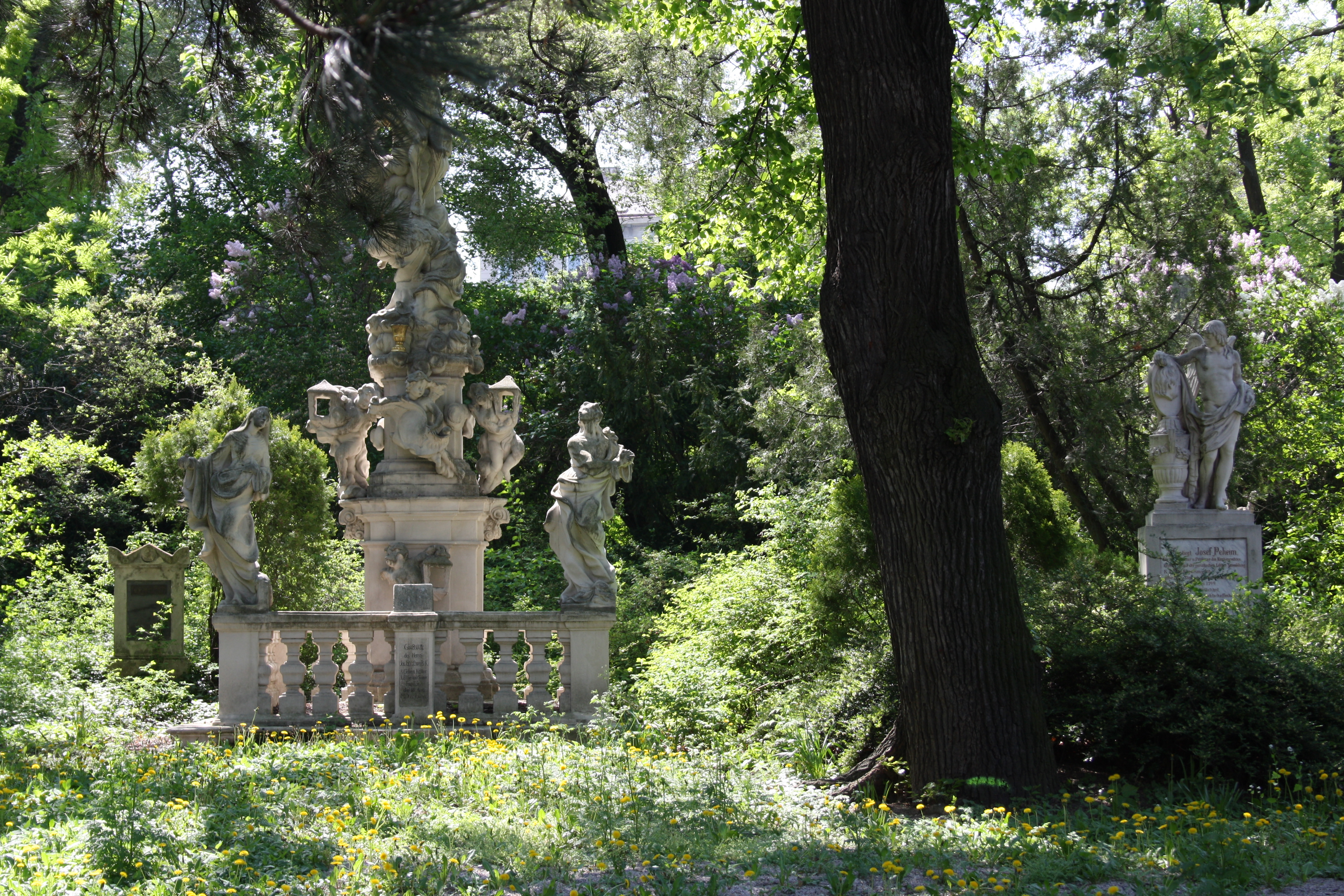
Gräberhain mit Kreuzigungsgruppe (links)

Als bedeutendste Skulptur des Gräberhains gilt das große Kruzifix gegenüber dem Eingangstor. Es gilt als Werk des Barockbildhauers Balthasar Permoser und wurde im Stile der Strudelschen Richtung (Wiener Pestsäule) ausgeführt. Die spätbarocke Kreuzigungsgruppe stammt vom Nicolaifriedhof der damaligen Vorstadt Landstraße. Prinz Eugen von Savoyen, der das Werk vermutlich in Auftrag gab, ließ das Kruzifix auf dem nahe seinem Sommersitz gelegenen Friedhof aufstellen. Nach der Schließung des Nicolaifriedhofes 1784 ließ der k. k. Hofjuwelier Josef Friedrich Schwab das Kruzifix 1785 auf dem Währinger Ortsfriedhof aufstellen. Eine Inschrift belegt, dass am Fuße der Kreuzigungsgruppe die Mitglieder dieser Weinhauser Familie begraben wurden. Der Sockel des Kruzifixes wird von einer Balustrade umgeben, auf deren vorderen Ecken Johannes und Maria dargestellt sind. Das Kreuz selbst ist vom gekreuzigten Heiland dominiert, der auf einer schlankgetürmten Wolkensäule thront. Das aus der seitlichen Wunde strömende Blut wird von einem Engel aufgefangen. Zu Füßen Jesu befindet sich Maria Magdalena, die den schmerzerfüllten Blick auf den Gekreuzigten richtet. Um den Sockel gruppieren sich Putten, die Laternen und Inschriftkartuschen in den Händen halten. Eine erst später hinzugefügter Putte ziert die sonst schmucklose Rückseite der Statue, die ursprünglich auf reine Frontwirkung ausgerichtet war.

### Sonstige Grabmäler
Der Großteil der erhaltenen Grabmäler stammt aus der Zeit um 1800. Vorbilder für viele der Grabmäler stammen aus der Antike. Deutlich wird dies etwa bei den Grabsteinen der Familien Raininger, Lemnik und der Prinzessin Sanguszko, die durch ihre Säulenanordnungen an griechische Tempelbauten erinnern. Der Künstler, der das Grabmal der Familie Poller schuf, ließ sich hingegen durch das von Antonio Canova geschaffene Grabmal in der Augustinerkirche für Marie Christine von Österreich inspirieren. Mehrfach sind auch trauernde Gestalten an den Grabsteinen erhalten. So befinden sich am Grabmal der Familie Lummer und Frauer trauernde Frauen, am Grabmal der Prinzessin Sangusko beweinen Mädchen die Verstorbene. Am Grabstein der Grafen Clary-Aldringen kniet hingegen ein griechischer, schwerbewaffneter Krieger. Auch mehrere schmiedeeiserne Kreuze sind erhalten geblieben. Eines befindet sich links vom Eingang, sieben weitere unter einem Vordach in der linken Ecke des Hains.

### Grabmäler Beethovens und Schuberts

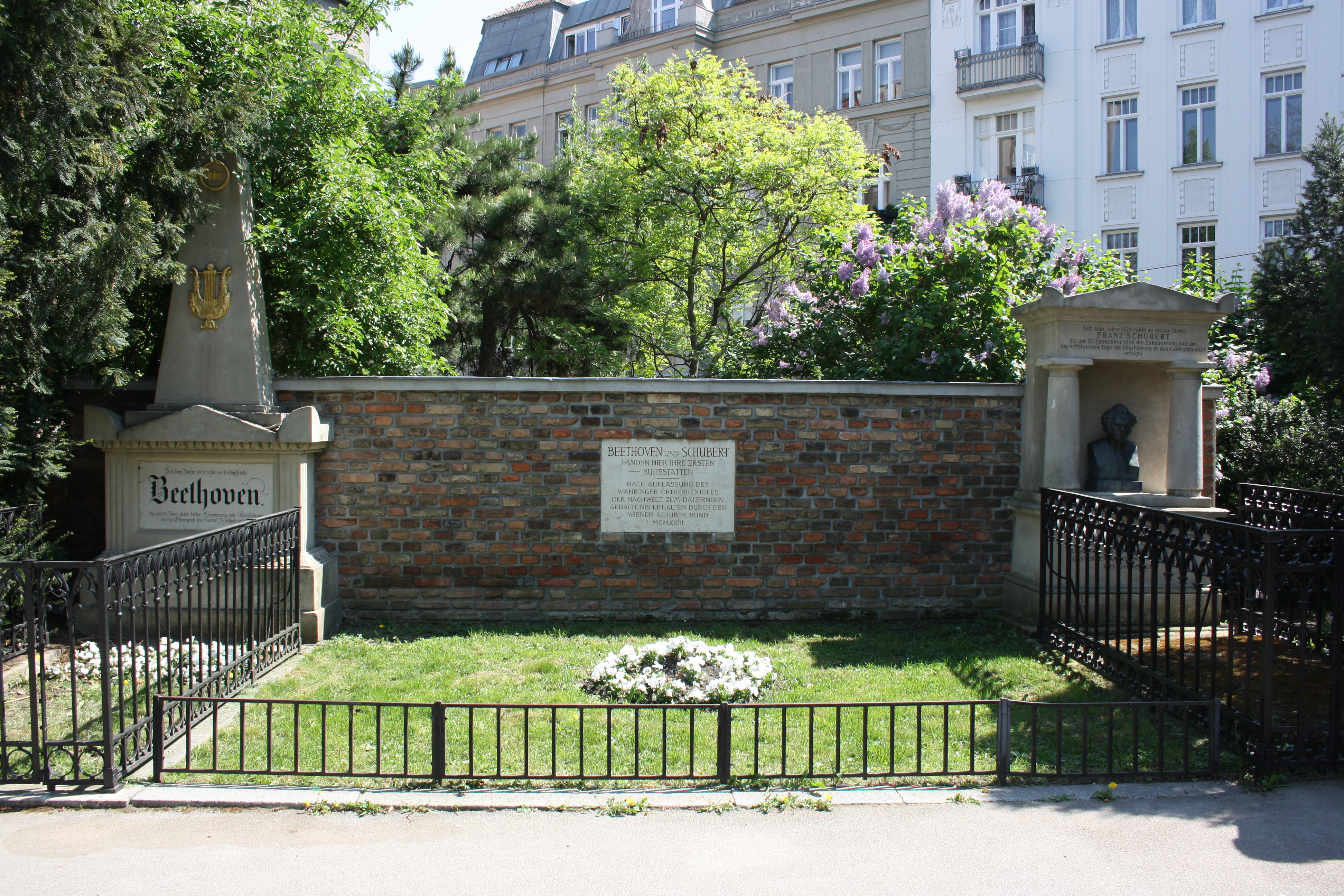
Grabmäler Beethovens (links) und Schuberts (rechts)

Die Grabmäler Ludwig van Beethovens († 1827) und Franz Schuberts († 1828) befinden sich außerhalb des eigentlichen Gräberhains an der östlichen Umfassungsmauer.
Beethovens Grab, das von  Ferdinand Schubert entworfen wurde, ist von einem Obelisk aus Granit überragt. Geschmückt wird der Obelisk von einer Lyra. Darüber ist ein Schlangenring (Ouroboros) angebracht, der einen Schmetterling umschließt. Der Ouroboros symbolisiert die Ewigkeit bzw. kosmische Einheit, der Schmetterling (im Altgriechischen ψυχή – psychē) wurde als Sinnbild des Lebens und der Unsterblichkeit der Seele (ebenfalls ψυχή – psychē) wegen der Verwandlung aus einer Raupe bzw. Puppe schon in der Antike gebraucht.  Auf dem Sockel des Grabmals trägt in schwarzen Lettern das Bestattungs- und das Enterdigungsdatum Beethovens. Dieser wurde am 29. März 1827 auf dem Währinger Ortsfriedhof beigesetzt.
Kurz vor seinem Tod äußerte Franz Schubert den Wunsch, in der Nähe von Beethovens Grabmal beerdigt zu werden. Schubert starb am 19. November 1828 und wurde am 21. November 1828, nur zwei Grabstellen neben Beethoven, begraben. Sein Grabmal, das nach Plänen seines Freundes Franz von Schober errichtet wurde, trägt antike Züge. Die Büste Schuberts stammt von Josef Alois Dialer, die Grabinschrift „Die Tonkunst begrub hier einen reichen Besitz, aber noch viel schönere Hoffnungen“ von Franz Grillparzer. Lange nach seinem Tod setzte sich Schuberts Bruder dafür ein, dass er direkt neben Beethoven bestattet werden sollte, da dies zuerst nicht anerkannt wurde.
Die Überreste der beiden Komponisten wurden erstmals am 13. Oktober 1863 exhumiert. Da das Friedhofsgelände relativ feucht war, hatten die Särge stark gelitten und die Skelette waren äußerst brüchig. Die Skelette wurden von der anthropologischen Gesellschaft vermessen, von den Schädeln fertigte man Gipsabdrücke an. Danach wurden die Skelette in versiegelte Zinnsärge umgebettet, die man in frisch ausgemauerte Grüfte verbrachte. Ursprünglich sollten die Toten in der neu errichteten Votivkirche ihre letzte Ruhestätte finden, letztlich wurden die sterblichen Überreste der beiden Komponisten 1888 in Ehrengräbern der Gemeinde Wien auf dem Wiener Zentralfriedhof bestattet.